# Narón
Narón – gmina w Hiszpanii, w prowincji A Coruña, w Galicji, o powierzchni 66,91 km². W 2011 roku gmina liczyła 39 238 mieszkańców.